# Macrocarpaea thamnoides
Macrocarpaea thamnoides är en gentianaväxtart som beskrevs av Ernest Friedrich Gilg. Macrocarpaea thamnoides ingår i släktet Macrocarpaea och familjen gentianaväxter. Inga underarter finns listade i Catalogue of Life.